# Bula (Guinée-Bissau)
Pour les articles homonymes, voir Bula.
Bula est un des six secteurs appartenant à la région de Cacheu au Guinée-Bissau. En 2009, il comptait 29 733 habitants.